# 千田京平
千田 京平（ちだ きょうへい、1996年7月25日 - ）は、日本の俳優。
大阪府出身。ジェイロック→クリーミーエンターテイメント所属。

## 経歴
- 2018年9月 ジェイロック入所。ミュージカル・テニスの王子様3rdシーズンに忍足謙也役として出演し、本格的に俳優デビュー[3]。
- 2019年 舞台『仮面ライダー斬月』-鎧武外伝-にベリト役として出演[4]。同年、ミュージカル・テニスの王子様3rdシーズンに忍足謙也役として出演[5]。
- 2020年の『闇劇「獄都事変」』にて舞台初主演。
- 2023年3月「ブリとカワウソ」YouTubeチャンネルを開設。大乱闘スマッシュブラザーズSPなどのゲーム実況動画を投稿。ブラックピット・ポケモントレーナー使い手。

## 人物
- 元々ジャニーズ事務所に所属するジャニーズJrの一員で15、16歳の頃から2015年に退所するまで芸能活動していた。Kis-My-Ft2やHey! Say! JUMPのバックダンサーを務め[要出典]、またスカパーで放送していたバラエティ番組『ジャニーズJr.ランド』[6]やBSの『ザ少年倶楽部』にも出演。『NHK紅白歌合戦』にも出た経験がある[要出典]。
- 趣味は映画鑑賞、ダンス、K-pop鑑賞、ポーカー[2]。
- 特技はダンス、殺陣、芝居、水泳[2]。
- スイミングインストラクター、カジノディーラーの資格を持つ[7]。
- 好きな食べ物はブリとオムライス、好きな動物は犬。
- 匂いフェチ。

## 出演

### 舞台
2018年
- ミュージカル『テニスの王子様』3rdシーズン 青学vs四天宝寺（2018年12月20日 - 2019年2月17日） - 忍足謙也 役[8]

2019年
- 舞台『仮面ライダー斬月』-鎧武外伝-（2019年3月9日 - 24日、日本青年館ホール / 3月28日 - 31日、京都劇場） - ベリト 役[9]
- ミュージカル『テニスの王子様』3rdシーズン（2019年） - 忍足謙也 役
  - TEAM Party SHITENHOJI（2019年5月23日 - 26日、メルパルクホール / 5月28日 - 6月1日、日本青年館ホール）[10]
  - 全国大会 青学vs立海 前編（2019年7月11日 - 9月29日）[11]
  - 秋の大運動会 2019（2019年10月8日 - 9日、横浜アリーナ）[12]
- おおばかもの〜ふくらめ！私のイースト菌〜（2019年10月31日 - 11月4日、浅草花劇場） - 鮫洲悠太 役[13]

2020年
- ミュージカル『テニスの王子様』3rdシーズン Thank-you Festival 2020（2020年3月1日 夜公演、カルッツかわさきホール） - 忍足謙也 役[14]
- グッバイ・チャーリー（2020年3月13日 - 22日、博品館劇場） - サルツマン 役[15]
- 闇劇「獄都事変」（2020年7月11日 - 19日、新宿FACE） - 主演・斬島 役[16]
- 音楽劇「モンテ・クリスト伯－黒き将軍とカトリーヌー」（2020年8月18日 - 23日、明治座） - アルベール役[17]
- 舞台「SERVAMP-サーヴァンプ-」（2020年11月27日 ‐ 12月6日） - クロ役[18]
- 朗読劇「CandleStory」（2020年12月14日 - 20日） - 純平役[19]

2021年
- 舞台「Emperor wars」（2021年3月11日 - 14日、シアターサンモール） - 源義経 役[20]
- 「ハンサム落語2021」（2021年5月22日 - 31日、浅草花劇場）[21]
- 「#これで恋ができるなら」（2021年7月28日 - 8月1日、CBGKシブゲキ!!） - 井上文太 役[22]
- タイムスリップコメディ「バラガキ」（2021年9月1日 - 5日、六行会ホール）[23]
- おおばかもの〜メレンゲとわすれもの〜（2021年11月17日 - 21日、草月ホール） - 海野四郎 役[24]

2022年
- 朗読劇「星の王子さま」（2022年3月3日 - 6日、六行会ホール） - “王子さま” 役 → 新型コロナウイルスの影響で中止[25]
- 舞台「Sequence」（2022年6月15日 - 19日、六行会ホール） - ウェーブ 役[26]

2023年
- 舞台 華の天羽組 -天京戦争編-powered byヒューマンバグ大学（2023年12月9日 - 17日、品川プリンスホテル クラブeX） - 相良颯誠 役[27]

2024年
- 舞台「生き逃げ」（2024年7月31日 - 8月4日、シアターグリーン BIG TREE THEATER） - 館山孝 役[28]
- 舞台「リーマンズクラブ」（2024年9月5日 - 11日、シアターサンモール） - 霧島隼人 役[29]
- WaVe's 第5回公演「Get Back!!2024」（2024年9月25日 - 29日、テアトルBONBON） - 主演・薫 役 [30]
- 朗読劇「名前を呼んで、もう一度」（2024年11月21日、サンシャイン劇場）[31] - 佐藤空 役
- 進戯団 夢命クラシックス#28 20周年記念公演「Since Memory Chronicles」（2024年12月14日、シアターサンモール） - 源義経 役[32]

2025年
- 浅草怪談屋敷 Vol.2「友人に誘われて…」（2025年1月12日、浅草花劇場） - 語り部[33]
- 舞台「華の天羽組 -羽王戦争編- Powered by ヒューマンバグ大学」前編（2025年5月17日 - 25日、新宿FACE） - 苅込一輝 役[34]
- WaVe's 第8回公演「ドリルマン」〜ドリルと町の自動販売機編〜（2025年6月21日、コフレリオ新宿シアター） - 日替わりゲスト
- The Smoke Shelterプロデュース＃4 「BELOVED」（2025年6月29日 - 30日、伊丹市立演劇ホール / 2025年7月5日-13日、恵比寿・エコー劇場） - 多田和貴 役[35]
- WaVe's 第9回公演「祭りのかけら」（2025年7月30日 - 8月3日、中野ザ・ポケット） - 主演・カズ役[36]

### テレビ番組・WEB番組
- ジャニーズJr.ランド（BSスカパー!）[6]
- 『じゅっきま！』＃40（2019年12月7日、ニコニコ生放送）[37]
- あにレコTV（2020年2月24日、テレビ東京）[38]
- ヒロミ・指原の恋のお世話始めました（2022年4月7日、テレビ朝日・AbemaTV）[39]

### CM
- ダイヤモンドシライシ（行定勲監督）ブランドムービー「彼は走っている」篇 （5月23日公開） - Web CM[40]

### イベント
- CONTACT〜千田京平 1st fan meeting〜（2020年2月4日、白金高輪SELENE）[41]
- CONTACT vol.2〜千田京平 2nd fan meeting〜（2020年3月18日、銀座博品館劇場） →新型コロナウイルス感染症対策により自粛[42]
- CONTACT vol.2（2020年10月9日、studioW(WOMBLIVE)）[43]

#### ゲスト出演
2019年
- 碕理人ソロイベント2019〜碕の日、今年もやらなきゃ終われnight〜（2019年11月9日、LOFT HEAVEN）[44]

2022年
- 「ATTR∀CT Debut Showcase : ATTRACTIONS #1」（2022年1月30日、KT Zepp Yokohama）[45]

2023年
- 『#碕理人のおいでやす vol.3〜クリスマスと年末の忘年会をこれからします〜』（2023年2月26日、地球星）[46]

- 『今月の宮下雄也Vol.76』（2023年6月24日、新宿ロフトプラスワン）[47]

2024年
- ゆうイベvol.24〜秋の思い出〜（2024年11月10日、πTOKYO）
- 38.5祭★ケンミ『小笠原健　ファンミーティング』（2024年12月1日、πTOKYO）

2025年
- APPスペシャルイベント【SECRET GAME】（2025年1月31日、BravePoint新宿店）
- お前と"シバイ"がしたい！3部（2025年6月7日、ラゾーナ川崎プラザソル）
- 坂本真一birthdayイベント〜この世の全てに風穴開けるぜ〜（2025年6月21日、コフレリオ新宿シアター）
- Wineeeeeeeers! vol.3（2025年8月16日、雷5656会館）
- APPスペシャルイベント【SECRET GAME】（2025年9月3日、BravePoint新宿店）
- 舞台「華の天羽組 -羽王戦争編- Powered by ヒューマンバグ大学」前編開幕直前振り返りイベント（2025年9月15日、雷5656会館）[48]

### YouTube
2023年 - 
- ブリ
- 親のスネかじり大学生
- イジっちゃダメだった大学生